# 李东海 (物理学家)
李东海（？年—），凝聚态物理学家，美国加州大學柏克萊分校物理系教授。
李东海生于台湾，1974年进入国立清华大學物理系读书，1977年毕业获学士学位，随后赴美国麻省理工學院学习凝聚态理论，1982年取得博士学位。在麻省理工學院以博士后身份工作两年之后，李东海在1984年加入IBM研究院旗下的，成为博士后。1985年转为研究员。在IBM研究院工作11年后，他在1994年被美国加州大學柏克萊分校物理系聘为教授。
李东海主要研究超导理论、拓扑物态、量子相变等领域。
李东海1997年获选美国物理学会会士。